# Puchar BVA mężczyzn (2009)
Puchar BVA mężczyzn 2009 - rozgrywki o puchar krajów bałkańskich organizowane przez Balkan Volleyball Association (BVA). Zainaugurowane zostały 18 września 2009 roku. Finał rozegrany został 27 września 2009 roku.
W fazie grupowej siedem drużyn rozstawionych zostało w dwóch grupach. Drużyny z każdej z grup rozegrały ze sobą po jednym spotkaniu. Do Final Four awansowały po dwa najlepsze zespoły z każdej z grup.
Final Four rozegrane zostało w dniach 26-27 września w greckich Salonikach.

## Faza grupowa

### Grupa A -Odžak
Tabela
| Poz. | Klub                    | Pkt | Mecze | Mecze | Mecze | Sety | Sety | Sety  | Małe punkty | Małe punkty | Małe punkty |
| Poz. | Klub                    | Pkt | M     | Z     | P     | wyg. | prz. | ratio | zdob.       | str.        | ratio       |
| ---- | ----------------------- | --- | ----- | ----- | ----- | ---- | ---- | ----- | ----------- | ----------- | ----------- |
| 1    | Aris Marmouris Saloniki | 4   | 2     | 2     | 0     | 6    | 0    | MAX   | 150         | 96          | 1,563       |
| 2    | OK Napredak Odžak       | 3   | 3     | 1     | 1     | 3    | 4    | 0,750 | 155         | 150         | 1,033       |
| 3    | Budva                   | 2   | 2     | 0     | 2     | 1    | 6    | 0,167 | 120         | 179         | 0,670       |

Wyniki
| 18.09.2009 | OK Napredak Odžak | 0:3 (13:25, 17:25, 21:25) | Aris Marmouris Saloniki |

| 19.09.2009 | Aris Marmouris Saloniki | 3:0 (25:11, 25:14, 25:20) | Budva |

| 20.09.2009 | OK Napredak Odžak | 3:1 (25:13, 29:31, 25:16, 25:15) | Budva |

### Grupa B -Kluż-Napoka
Tabela
| Poz. | Klub             | Pkt | Mecze | Mecze | Mecze | Sety | Sety | Sety  | Małe punkty | Małe punkty | Małe punkty |
| Poz. | Klub             | Pkt | M     | Z     | P     | wyg. | prz. | ratio | zdob.       | str.        | ratio       |
| ---- | ---------------- | --- | ----- | ----- | ----- | ---- | ---- | ----- | ----------- | ----------- | ----------- |
| 1    | Partizan Belgrad | 6   | 3     | 3     | 0     | 9    | 0    | MAX   | 226         | 172         | 1,314       |
| 2    | Fenerbahçe SK    | 5   | 3     | 2     | 1     | 6    | 5    | 1,200 | 253         | 230         | 1,100       |
| 3    | "U" Kluż         | 4   | 3     | 1     | 2     | 5    | 6    | 0,833 | 217         | 235         | 0,923       |
| 4    | Teuta Durrës     | 3   | 3     | 0     | 3     | 0    | 9    | 0,000 | 166         | 225         | 0,738       |

Wyniki
| 18.09.2009 | Partizan Belgrad | 3:0 (25:22, 25:12, 25:23) | Teuta Durrës |

| 18.09.2009 | "U" Kluż | 2:3 (23:25, 25:22, 25:21, 14:25, 10:15) | Fenerbahçe SK |

| 19.09.2009 | Partizan Belgrad | 3:0 (26:24, 25:23, 25:23) | Fenerbahçe SK |

| 19.09.2009 | "U" Kluż | 3:0 (25:13, 25:19, 25:20) | Teuta Durrës |

| 20.09.2009 | Fenerbahçe SK | 3:0 (25:15, 25:21, 25:21) | Teuta Durrës |

| 20.09.2009 | Partizan Belgrad | 3:0 (25:16, 25:16, 25:13) | "U" Kluż |

## Final Four -Saloniki

### Półfinały
| 26.09.2009 | Aris Marmouris Saloniki | 3:0 (25:16, 25:17, 25:20) | OK Napredak Odžak |

| 26.09.2009 | Partizan Belgrad | 1:3 (27:25, 27:29, 22:25, 13:25) | Fenerbahçe SK |

### Mecz o 3. miejsce
| 27.09.2009 | OK Napredak Odžak | 0:3 (17:25, 19:25, 16:25) | Partizan Belgrad |

### Finał
| 27.09.2009 | Aris Marmouris Saloniki | 2:3 (25:22, 14:25, 24:26, 25:20, 10:15) | Fenerbahçe SK |

### Nagrody indywidualne
| Najlepszy zawodnik (MVP)                       | Najlepszy punktujący              |
| ---------------------------------------------- | --------------------------------- |
| Nikolaos Roumeliotis (Aris Marmouris Saloniki) | Tomislav Čošković (Fenerbahçe SK) |

## Klasyfikacja końcowa
| Miejsce | Zespół                  |
| ------- | ----------------------- |
| złoto   | Fenerbahçe SK           |
| 2.      | Aris Marmouris Saloniki |
| 3.      | Partizan Belgrad        |
| 4.      | OK Napredak Odžak       |
| 5-6.    | Budva                   |
| 5-6.    | "U" Kluż                |
| 7.      | Teuta Durrës            |